# Theriakísio (ort i Grekland, Epirus)
Theriakísio (Theriakisi) är en ort i Grekland.   Den ligger i prefekturen Nomós Ioannínon och regionen Epirus, i den centrala delen av landet, 300 km nordväst om huvudstaden Aten. Theriakísio ligger 512 meter över havet och antalet invånare är 179.
Terrängen runt Theriakísio är huvudsakligen kuperad, men västerut är den bergig. Runt Theriakísio är det glesbefolkat, med 20 invånare per kvadratkilometer. Närmaste större samhälle är Ioánnina, 17,6 km norr om Theriakísio. I omgivningarna runt Theriakísio växer i huvudsak blandskog.